# Hedeselskabet
 Der er for få eller ingen kildehenvisninger i denne artikel, hvilket er et problem. Du kan hjælpe ved at angive troværdige kilder til de påstande, som fremføres i artiklen.

Hedeselskabet er en forening med status som erhvervsdrivende fond, hvis fundament strækker sig mere end 150 år tilbage i tiden. Hedeselskabet driver både kommerciel virksomhed, støtter udviklingen af ny viden og arbejder med formidling af viden inden for natur- og miljøområdet. Hedeselskabet har hjemsted i Viborg.

## Historie

### 1866 – 1921
Tanken om at stifte en forening, som skulle virke for opdyrkning af hederne i Jylland, opstod hos to mænd, som i 1850'erne lærte hinanden at kende i Viborg. Den ene var justitssekretær Georg Morville , som allerede da havde været initiativtager til tilplantningen af et stort område nordvest for Viborg, og den anden var ingeniørkaptajn Enrico Mylius Dalgas, som kom til Viborg i forbindelse med bygningen af landevejen mellem Randers og Holstebro. Da tanken om Hedeselskabet blev til virkelighed efter krigen i 1864, var det med yderligere en række mænd som initiativtagere, bl.a. industrimanden Michael Drewsen fra Silkeborg samt godsejerne Christian Ditlev Lüttichau, Tjele, Ferdinand Mourier-Petersen, Rugård og Gottlieb Bruun, Asmildkloster.
Det danske Hedeselskab blev stiftet ved et møde i Aarhus den 28. marts 1866. Selskabets første bestyrelse bestod af Morville, Dalgas og Mourier-Petersen med Mourier-Petersen som formand. Det 42 mand store repræsentantskab, som var selskabets øverste myndighed, fik Gottlieb Bruun som formand. Dalgas blev direktør, og selskabets første kontor var i hans private bolig i Aarhus.
Selskabets formål var fra begyndelsen ”at fremme frugtbargørelsen af de jyske heder”. Dette skulle opnås ”ved at befordre engvanding i større stil, ved at fremme plantning og ved at søge udvirket, at vejene i heden forøges og forbedres.” Ved engvanding forstod man udledning af åernes vand på de nærliggende hedearealer, således at disse arealer blev omdannet til eng. Plantning omfattede både etablering af plantager og plantning af læhegn. Et led i frugtbargørelsen var mergling, og det blev derfor en væsentlig del af Hedeselskabets virksomhed at medvirke til dels at finde mergelen og dels at få den fordelt til de arealer, som havde behov for mergel. Fra slutningen af 1880'erne blev også en udnyttelse af Jyllands mange moser en del af selskabets formål.
Ved selskabets stiftelse blev medlemskontingentet fastsat til 2 rigsdaler (rd.) om året eller 50 rd. én gang for alle. Indtægterne fra kontingentet kunne ikke finansiere de aktiviteter, som man ifølge vedtægterne ønskede at gennemføre, og der blev derfor søgt støtte fra privat og offentlig side. Den første store bidragyder var Det Classenske Fideikommis, som gav 10.000 rd. til engvandingsformål. Statstilskuddet var til at begynde med ikke ret stort, men blev fra ca. 1880 selskabets største indtægtskilde. Ud over til oplysende og rådgivende formål samt forsøgsvirksomhed blev midlerne brugt til oprettelse af planteskoler, som oftest udleverede planter gratis, og fra midten af 1870'erne til køb af hedearealer, hvor Hedeselskabet oprettede egne plantager.
I de første mange år var E.M. Dalgas selskabets drivende kraft. Ved hans død i 1894 havde selskabet 4.800 medlemmer og 23 lønnede funktionærer foruden et stort antal ulønnede medarbejdere. Der var siden stiftelsen med selskabets støtte etableret ca. 55.000 hektar (ha) plantage, 6.600 ha vandingseng samt 1.250 mergelgrave. I 1916 havde selskabet 9.000 medlemmer og 47 lønnede funktionærer, og der var etableret 80.000 ha plantage – hvoraf 6.500 ha tilhørte Hedeselskabet – 7.200 ha vandingseng og 1.800 megelgrave. Desuden var der drænet 70.000 ha vandlidende jorder.

### 1921 – 1982
Da Hedeselskabet efterhånden selv havde etableret eller havde medvirket ved etablering af 100.000 hektar plantager, var der ikke flere hedeområder, som med fordel kunne tilplantes. Samtidig havde man også nået grænsen for, hvilke områder der ved vanding kunne gøres til eng. Efter Dalgas' død i 1894 opstod der uenighed om, hvilke opgaver man skulle påtage sig, og desuden var modsætningsforhold mellem nogle af de ledende personer ved at sprænge Hedeselskabet. Én fløj anført af lederen af selskabets plantningsafdeling Christian Dalgas – søn af Enrico Dalgas – ønskede fortsat at lægge hovedvægten på plantning og plantagedrift, medens en anden fløj med lederen af mose- og engafdelingen, Thorvald Claudi Westh, som anfører, ønskede at udvide selskabets virkeområde til at omfatte grundforbedring og kulturteknik i hele landet. For at bringe stridighederne til ophør blev der i 1921 grebet ind fra politisk side. Tidligere konseilspræsident J.C. Christensen blev formand for bestyrelsen, som blev forøget med et medlem udpeget af regeringen samt to medlemmer, som repræsenterede henholdsvis landbo- og husmandsforeningerne. Det blev politisk bestemt, at Hedeselskabet herefter skulle stå for grundforbedringsprojekter i hele Danmark. Statens Grundforbedringsvæsen, en institution som var oprettet nogle år tidligere som følge af problemerne i selskabet, blev nedlagt, og opgaverne overført til Hedeselskabet. Samtidig med disse organisatoriske ændringer fik man et nyt stort virkeområde i Sønderjylland, som var stærkt forsømt med læplantning, mergling, afvanding og andre former for grundforbedring.
I de følgende mange år – til begyndelsen af 1960'erne – blev bortledning af vand fra vandlidende arealer en af Hedeselskabets hovedopgaver. Der blev nedgravet i tusindvis af kilometer drænrør og etableret afvandingskanaler, diger og pumpestationer. I mange tilfælde blev vandløbene rettet ud for at opnå en hurtigere afstrømning. Desuden blev selskabet involveret i en række statsligt iværksatte landindvindingsprojekter, som skulle skaffe jord til nye husmandsbrug. I kriseårene i 1930'erne blev Hedeselskabet en vigtig aktør for staten i forsøgene på at nedbringe den store arbejdsløshed. Et stort antal arbejdsløse unge mænd fik med statstilskud arbejde ved selskabets forskellige virksomheder. I 1937 oprettedes Det flyvende Korps, som blev navnet på de beskæftigelsesforanstaltninger, som havde med læplantning og plantagearbejder at gøre. I de 25 år korpset eksisterede, blev der plantet godt 43.000 km læhegn og anlagt 20.000 ha småplantninger. På plantageområdet blev der fældet 697.000 m² træ og tilplantet 9.000 ha.  . Især under Besættelsen blev en stor mængde træ fældet til brændsel, og plantagerne blev slemt forhuggede. I krigens år fik Hedeselskabet også en vigtig rolle ved udnyttelsen af landets moseområder til tørveproduktion.
Efter 2. Verdenskrig fortsatte aktiviteterne på grundforbedrings- og landvindingsområdet, og plantagerne blev genetableret. Efterhånden blev der dog mindre behov for ny landbrugsjord, og desuden begyndte man for alvor at se de uheldige virkninger, som den kraftige afvanding havde, især udledningen af okker til vandløb og søer. Det sidste store afvandingsprojekt, som Hedeselskabet kom til at gennemføre, blev Skjern Å-projektet i 1960'erne. Projektet vakte stor debat, som var medvirkende til, at det i 1966 politisk blev besluttet ikke længere at give offentlige tilskud til landvindingsprojekter. Efterhånden som natur- og miljøbevidstheden i befolkningen og blandt politikerne blev større fra omkring 1970, så det gamle selskab muligheder for nye opgaver i form af aktiviteter inden for spildevandsrensning og andre miljøforbedrende og naturgenoprettende foranstaltninger.

### 1982 – 2018
I 1982 ændrede Hedeselskabet status til en erhvervsdrivende fond. Samtidig begyndte en afvikling af de store statstilskud, som selskabet havde modtaget gennem hele sin eksistens. Fra 1993 har Hedeselskabet været et rent privat foretagende, som har skullet agere på almindelige markedsvilkår. Statens eneste involvering er nu at betale pension til de tidligere funktionærer i selskabet, som var ansat på tjenestemandslignende vilkår.
Siden 1993 har selskabet været igennem en omstillingsproces, som har medført en række ændringer i organisationen svarende til nye opgaveområder, som er blevet taget op. En væsentlig ændring i forhold til tidligere er, at Hedeselskabet nu også har aktiviteter uden for Danmark, især i Polen, Baltikum og i Tyskland, men også i så fjerne steder som De Forenede Arabiske Emirater. Generelt arbejder Hedeselskabet nu med rådgivning, service, drift, entreprenørydelser og handel inden for skov, landskab, anlægsgartneri, miljø og energi. I 2018 havde selskabet mere end 1450 medarbejdere, en egenkapital på 918 mio kr. og en omsætning på mere end to mia kr..
Den erhvervsdrivende fond Hedeselskabet ejer i dag Dalgasgroup A/S, der arbejder med forretningsudvikling, innovation og investeringer på miljø- og naturområdet og datterselskaberne HedeDanmark A/S, hvis arbejdsområde er skov- og landskabsprojekter, og WSP Danmark A/S, der arbejder med miljø- og energiprojekter.

## Kongenshus
Tanken om en mindepark for hedens opdyrkere fremkom første gang i 1934, men blev først virkelighed, da det i 1942 blev muligt at købe Kongenshus Hede vest for Viborg. De 1.200 ha hede, som man kunne erhverve, blev fredet, giver nu et indtryk af, hvordan store dele af Jylland så ud før i tiden. Den 10. juni 1953 blev mindeparken indviet under overværelse af kong Frederik 9. og dronning Ingrid. I mindeparken ligger en mindedal, hvor der er opsat en sten for hvert herred i Jylland, og i tilknytning til herredsstenene er der sten for hvert sogn i herredet med navnene på dem, som har været aktive med hedeopdyrkning. Desuden er der i tilknytning til Kongenshus Kro og Hotel ved indgangen til mindeparken indrettet et naturcenter, som fortæller hedens natur- og kulturhistorie.

## Hedeselskabets protektorat
Siden 1874 har den regerende monark været Hedeselskabets protektor. H.M. dronning Margrethe 2.'s protektorat ophørte ved tronskiftet den 14. januar 2024.

## Hedeselskabets organisation
(Kun foretagender hvor Hedeselskabets ejerandel er 50 % eller mere er medtaget)
Hedeselskabet.
Forretning, forening og grøn innovation.
HedeDanmark a/s
International anlægs- handels- og servicevirksomhed inden for det grønne område.
Heidegesellschaft G.m.b.H.
HD Jordpark a/s
SIA HD Forest Holding
Blå Biomasse
Udvikling af muslingeopdræt i Limfjorden og produktion samt salg af muslinger.
Enricom Sp. z.o.o.
Varetager driften af tre vedvarende energianlæg i Polen (Udnyttelse af lossepladsgas).
DDH Forest Arbejder med langsigtet bæredygtig udvikling af skov og skovområder i Danmark og internationalt - bl.a.
Hedeselskabets egne skove
Skovselskabet Skov-Sam
Plantningsselskabet Steen Blicher A/S

## Formænd for Hedeselskabets repræsentantskab
- 1866 – 1901	Gottlieb Bruun
- 1901 – 1907	Sophus Nellemann
- 1907 – 1910	Carl Bech
- 1910 – 1921	I.P. Aggerholm
- 1921 – 1931	Niels Juel
- 1931 – 1948	Adolph Mourier-Petersen
- 1948 – 1963	Aksel Olufsen
- 1963 – xxxx	Christian Mourier-Petersen
- 19xx – 1993 ?
- 1993 – 1998	Peter Skak Olufsen
- 1998 – 2003	Christian Sørensen
- 2003 – 2007	Frants Bernstorff-Gyldensteen
- 2007 – 2012	Peder Thomsen
- 2012 – 2019 	Jørgen Skeel
- 2019 – Janus Skak Olufsen

## Formænd for Hedeselskabets bestyrelse
- 1866 – 1898 Ferdinand Mourier-Petersen
- 1899 – 1908 Christian Lüttichau
- 1908 – 1921 Helmuth Lüttichau
- 1921 – 1930 J.C. Christensen
- 1930 – 1931 Vilhelm Bardenfleth
- 1931 – 1963 Christian Ditlev Lüttichau
- 1963 – 1973 Aksel Olufsen
- 1973- 1982 ?
- 1982 – 1998 Oluf von Lowzow
- 1998 – 2007 Peter Skak Olufsen
- 2007 – 2019 Frants Bernstorff-Gyldensteen
- 2019 - nu Jørgen Skeel

## Hedeselskabets direktører
- 1866 – 1894 Enrico Dalgas
- 1895 – 1902 Peter Borch
- 1902 – 1910 Direktørstillingen nedlagt
- 1910 – 1912 Carl Bech
- 1912 – 1932 Direktørstillingen nedlagt
- 1932 – 1933 Christian Dalgas
- 1933 – 1943 Christian Emil Flensborg
- 1943 – 1959 Niels Basse
- 1959 – 1971 Frederik Heick
- 1971 – 1986 Knud Sandahl Skov
- 1986 – 1997 Anders Pedersen
- 1997 – 2013 Ove Kloch
- 2013 – 2019 Lars Johansson
- 2019 - 2020 Bent Simonsen (konstitueret)
- 2020 - nu Torben Friis Lange

## Hedeselskabets domiciler
- 1866 – 1893	Villa Montana, Frederiksbjerg, Aarhus

- 1893 – 1899	Ny Banegårdsgade, Aarhus

- 1899 – 1906	Fredensgade, Aarhus

- 1906 – 1980	Hjultorvet, Viborg

- 1980 – Klostermarken, Viborg